# Adelrico di Guascogna
Adelrico (742 circa – 800 circa) è stato duca di Guascogna, alla fine dell'VIII secolo.

## Origine
Molto probabilmente figlio di Lupo II (718-775) e della moglie di cui non si conosce né il nome né gli ascendenti, citato come figlio del duca Lupo II (Lupo Duci........eius filio Adalrico) nel Rerum Gallicarum et Francicarum Scriptores, tomus VIII e in una nota della Vita Hludovici Imperatoris dello storico del IX secolo, Eginardo.

## Biografia
Alla morte del padre, nel 775, secondo lo storico del XIX secolo, Jean Justin Monlezun, Adelrico gli subentrò nel governo della Guascogna assieme al fratello Sancho, che aveva la parte orientale, mentre a lui spettò la parte occidentale con la Bassa Navarra, il Béarn (oggi parte del dipartimento Pirenei Atlantici) e la Bigorre (oggi quasi coincidenti con gli Alti Pirenei).
Nel 788, catturò il conte di Tolosa, Corsone o Torsone e lo rilasciò solo dopo che Carlo Magno lo aveva destituito da tutore di Ludovico il Pio e da conte di Tolosa. Questo fatto conferma che Adelrico fu un basco o un guascone indipendente, che combatteva i vassalli dei Franchi.
Secondo la Charte d'Alaon, Adelrico fu catturato dagli uomini di Carlo Magno che lo esiliarono in Spagna, e dopo alcuni anni morì in battaglia; secondo Eginardo, fu convocato dal re di Aquitania e futuro imperatore, Ludovico il Pio, gli fu confiscato il ducato e, senza possibilità di appello, fu esiliato dal regno.
Non si hanno notizie sulla sua morte.

## Discendenza
Adelrico dalla moglie di cui non si conoscono né il nome né gli ascendenti, secondo la Charte d'Alaon, ebbe due figli, Scimino et Centullo:
- Semen o Jimeno (?- circa 816), duca di Guascogna
- Centulo (?-812).

## Ascendenza
|                       |   |          | Genitori |  |  | Nonni |  |  | Bisnonni             |  |  | Trisnonni          |  |
|                       |   |          |          |  |  |       |  |  | Oddone I d'Aquitania |  |  | Boggio d'Aquitania |  |
|                       |   |          |          |  |  |       |  |  | Oddone I d'Aquitania |  |  | Boggio d'Aquitania |  |
|                       |   | Oda      |          |  |  |       |  |  | Oddone I d'Aquitania |  |  |                    |  |
| Attone di Aquitania   |   |          |          |  |  |       |  |  | Oddone I d'Aquitania |  |  |                    |  |
|                       |   | Valtrude | …        |  |  |       |  |  |                      |  |  |                    |  |
|                       |   | Valtrude | …        |  |  |       |  |  |                      |  |  |                    |  |
|                       |   | Valtrude | …        |  |  |       |  |  |                      |  |  |                    |  |
| Lupo II di Guascogna  |   | Valtrude |          |  |  |       |  |  |                      |  |  |                    |  |
|                       |   | …        | …        |  |  |       |  |  |                      |  |  |                    |  |
|                       |   | …        | …        |  |  |       |  |  |                      |  |  |                    |  |
|                       |   | …        | …        |  |  |       |  |  |                      |  |  |                    |  |
| …                     |   | …        |          |  |  |       |  |  |                      |  |  |                    |  |
|                       |   | …        | …        |  |  |       |  |  |                      |  |  |                    |  |
|                       |   | …        | …        |  |  |       |  |  |                      |  |  |                    |  |
|                       |   | …        | …        |  |  |       |  |  |                      |  |  |                    |  |
| Adelrico di Guascogna |   | …        |          |  |  |       |  |  |                      |  |  |                    |  |
|                       | … | …        |          |  |  |       |  |  |                      |  |  |                    |  |
|                       | … | …        |          |  |  |       |  |  |                      |  |  |                    |  |
|                       | … | …        |          |  |  |       |  |  |                      |  |  |                    |  |
| …                     | … |          |          |  |  |       |  |  |                      |  |  |                    |  |
|                       |   | …        | …        |  |  |       |  |  |                      |  |  |                    |  |
|                       |   | …        | …        |  |  |       |  |  |                      |  |  |                    |  |
|                       |   | …        | …        |  |  |       |  |  |                      |  |  |                    |  |
| …                     |   | …        |          |  |  |       |  |  |                      |  |  |                    |  |
|                       |   | …        | …        |  |  |       |  |  |                      |  |  |                    |  |
|                       |   | …        | …        |  |  |       |  |  |                      |  |  |                    |  |
|                       |   | …        | …        |  |  |       |  |  |                      |  |  |                    |  |
| …                     |   | …        |          |  |  |       |  |  |                      |  |  |                    |  |
|                       |   | …        | …        |  |  |       |  |  |                      |  |  |                    |  |
|                       |   | …        | …        |  |  |       |  |  |                      |  |  |                    |  |
|                       |   | …        | …        |  |  |       |  |  |                      |  |  |                    |  |
|                       |   | …        |          |  |  |       |  |  |                      |  |  |                    |  |

### Fonti primarie
- (LA)  Monumenta Germaniae Historica, tomus II.